# Rafał Ślusarz

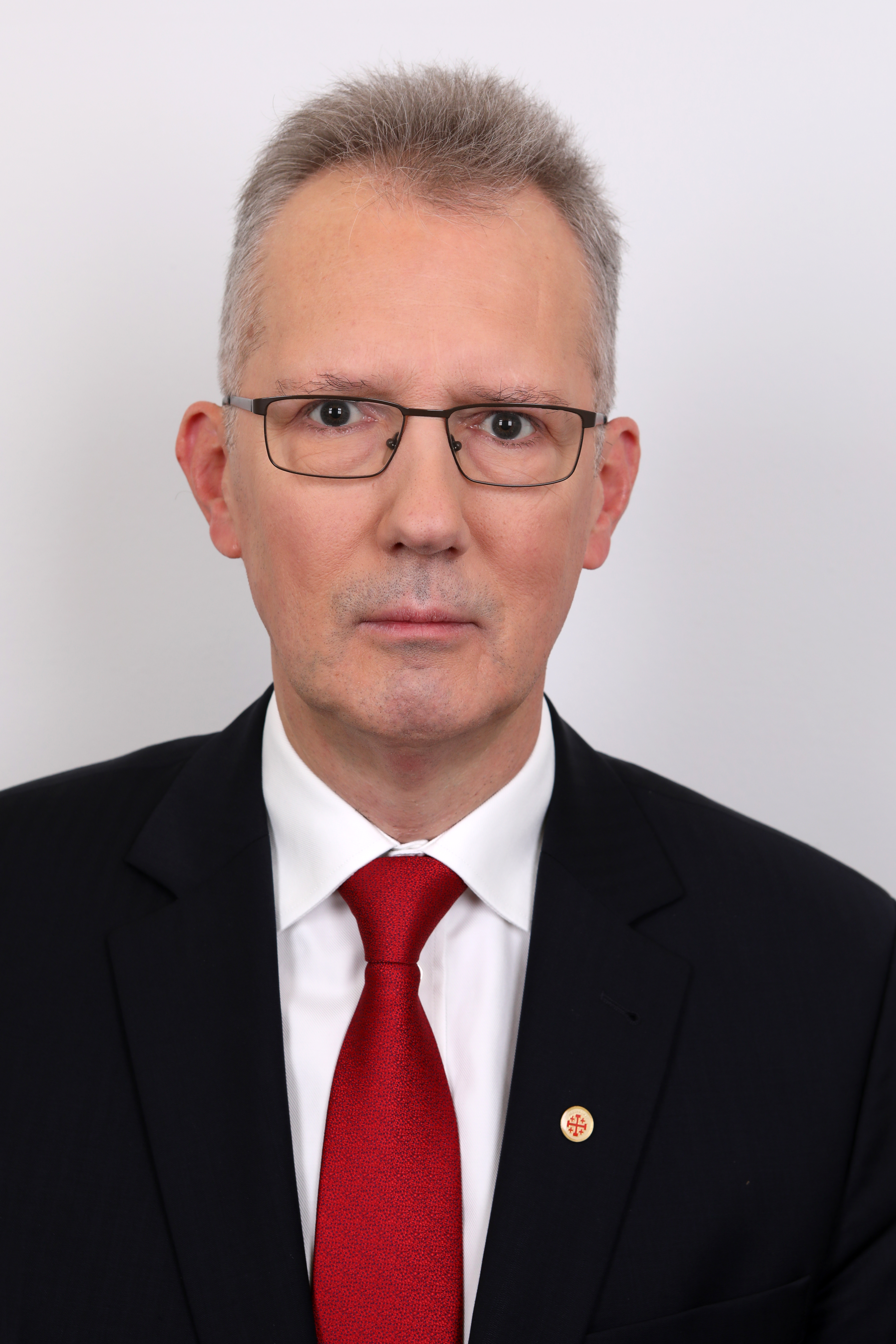
Rafał Ślusarz (2019)

Rafał Józef Ślusarz (* 19. März 1962 in Lublin) ist ein polnischer Mediziner und Politiker (UPR, PiS). Er war von 2005 bis 2007 und von 2015 bis 2023 Mitglied des Senats der Republik Polen.

## Leben und Beruf
Rafał Ślusarz studierte Medizin an der Medizinischen Universität Breslau, schloss dort sein Studium im Jahr 1987 ab und arbeitete seitdem in verschiedenen Positionen am Krankenhaus von Gryfów Śląski. Dort spezialisierte er sich auf Innere Medizin und Psychiatrie. Weiterhin absolvierte er einen Weiterbildungsstudiengang Management in Gesundheitsinstitutionen an der SGH Warsaw School of Economics. Im Jahr 2002 wurde Ślusarz zum stellvertretenden medizinischen Direktor der Gesundheitseinrichtung in Lwówek Śląski ernannt.
Ślusarz ist verheiratet und hat vier Kinder. Er ist Ritter des Ritterorden vom Heiligen Grab zu Jerusalem.

## Politik
Von 1996 bis 2001 war Ślusarz Mitglied der Unia Polityki Realnej (UPR), für die er bei der Parlamentswahl 1997 erfolglos auf der Liste des Wahlbündnisses „Unia Prawicy Rzeczypospolitej“ antrat, und trat danach der Prawo i Sprawiedliwość (PiS) bei.
Von 1994 bis 1998 war er Mitglied im Gemeinderat von Gryfów Śląski und Abgeordneter im Sejmik der Woiwodschaft Jelenia Góra. Anschließend war er bis 2005 Mitglied des Powiatrats von Lwówecki. Nachdem er sich bei der Parlamentswahl 2001 erfolglos auf der Liste der PiS für den Sejm der Republik Polen beworben hatte, konnte er bei der Parlamentswahl 2005 einen von drei Sitzen für den Senat der Republik Polen im Wahlkreis Nr. 1 mit den drittmeisten abgegebenen gültigen Stimmen (80.331 Stimmen, 28,46 %) erringen. Während der gesamten VI. Wahlperiode war er Mitglied im Verteidigungsausschuss und im Gesundheitsausschuss.
Bei der vorgezogenen Parlamentswahl 2007 trat er erfolglos zur Wiederwahl im gleichen Wahlkreis an, erreichte aber mit nur 89.759 (22,15 %) der gültigen abgegebenen Stimmen den 5. Platz. In den Jahren 2010 bis 2015 gehörte er wieder dem Powiatrat von Lwówecki an und bewarb sich bei der Parlamentswahl 2011 wiederum erfolglos für den Sejm der Republik Polen. Bei der Parlamentswahl 2015 kandidierte er im Einpersonenwahlkreis Nr. 1 für ein Mandat im Senat der Republik Polen und konnte sich dort mit 34.858 (36,93 %) der gültigen abgegebenen Stimmen gegen den amtierenden Senator des Wahlkreises Jan Michalski (31.248 Stimmen, 33,10 %) von der Platforma Obywatelska durchsetzen. Dort war er seit dem Beginn der IX. Wahlperiode Mitglied im Verteidigungsausschuss, stellvertretender Vorsitzender im Gesundheitsausschuss und seit dem 22. September 2016 Mitglied im Ausschuss für auswärtige Angelegenheiten und Angelegenheiten der Europäischen Union. 2019 wurde er im selben Wahlkreis wiedergewählt. 2023 wurde er hingegen nicht erneut gewählt. Stattdessen wurde er bei den Selbstverwaltungswahlen 2024 erneut in den Kreistag des Powiat Lwówecki gewählt.
Bei den Europawahlen in Polen in den Jahren 2004, 2009 und 2019 bewarb sich Ślusarz jeweils erfolglos um ein Mandat im Europäischen Parlament.

### Lebensläufe
- O mnie. In: www.rafalslusarz.com. Abgerufen am 23. Juni 2019 (polnisch).
- Rafał Ślusarz. In: Senat Rzeczypospolitej Polskiej. Abgerufen am 23. Juni 2019 (polnisch, Abgeordnetenseite beim Senat während der VI. Wahlperiode).
- Rafał Józef Ślusarz. In: Senate of the Republic of Poland. Abgerufen am 23. Juni 2019 (englisch, Abgeordnetenseite beim Senat während der VI. Wahlperiode).
- Rafał Ślusarz. In: Senat Rzeczypospolitej Polskiej. Abgerufen am 23. Juni 2019 (polnisch, Abgeordnetenseite beim Senat während der IX. Wahlperiode).
- Rafał Ślusarz. In: Senate of the Republic of Poland. Abgerufen am 23. Juni 2019 (englisch, Abgeordnetenseite beim Senat während der IX. Wahlperiode).